# Bussano alla porta
Bussano alla porta (Knock at the Cabin) è un film del 2023 diretto da M. Night Shyamalan.
Il film è l'adattamento cinematografico del romanzo del 2018 La casa alla fine del mondo (The Cabin at the End of the World), scritto da Paul G. Tremblay.

## Trama
Una bambina di 8 anni, Wen, mentre gioca nel bosco davanti allo chalet affittato dalla sua famiglia, viene avvicinata da Leonard, un uomo che le intima di andare ad avvisare i suoi genitori che tra poco arriverà con altre tre persone per far loro prendere un'importante decisione. La bambina corre in casa e avverte i genitori adottivi, Eric e Andrew, di non aprire la porta. I quattro arrivano e, dopo aver sfondato porte e finestre, riescono ad entrare.
Leonard e i suoi compagni affermano di non essersi mai incontrati prima di oggi e di non avere alcuna intenzione di danneggiare la famiglia. Tuttavia, nell'ultima settimana, sono stati spinti da visioni e da una forza sconosciuta a trovare la famiglia. Il gruppo prevede un'apocalisse imminente in cui Leonard afferma che gli oceani si solleveranno, una pandemia si diffonderà, il cielo cadrà e l'oscurità avvolgerà la terra. L'unico modo per evitare che ciò accada è che la famiglia sacrifichi uno dei propri membri. Vengono avvertiti che, sebbene sopravvivranno all'apocalisse, se non faranno una scelta, saranno le ultime persone in vita. Eric e Andrew sospettano che gli intrusi stiano mentendo e che l'attacco sia motivato da odio e delusione. Al primo no, viene ucciso Redmond, e la televisione, appositamente accesa da Leonard, mostra uno tsunami con onde alte 15 metri abbattersi sulla costa ovest degli Stati Uniti. Al secondo no, qualche ora dopo, viene sacrificata Adriane, e un virus che colpisce specificatamente in maniera più letale i nati sotto i 10 anni viene mostrato in televisione.
Eric, Andrew e Wen tentano allora la fuga, in quanto mai convinti dell'effettiva esistenza dell'apocalisse e diffidenti nei confronti degli intrusi in quanto hanno riconosciuto in Redmond l'assalitore che anni prima mandò Andrew in terapia durante una rissa, mentre la coppia stava progettando di fare un'adozione. Per questo Andrew si è convinto, complice il filmato pre-registrato visto in TV e il voler accendere la televisione a determinati orari, che siano stati presi di mira da tempo e che non esista nessuna apocalisse. Nel tentativo di fuga, Andrew riesce a prendere la pistola, ma Wen viene ripresa da Leonard in quanto le gomme del veicolo con cui sono giunti allo chalet sono state tagliate. Allora Andrew spara e uccide Sabrina in un nuovo tentativo di scappare e conferma il loro rifiuto di compiere una scelta, il che porta, sempre secondo il telegiornale trasmesso in televisione, gli aerei di tutto il mondo a precipitare dopo che i motori si spengono misteriosamente.
Leonard viene momentaneamente chiuso nel bagno in un tentativo da parte della famiglia di fuggire, ma riesce a scappare e a parlare per un'ultima volta con Eric ed Andrew mentre Wen è isolata nella casa sull'albero. L'uomo fa allora per la quarta e ultima volta la domanda ai protagonisti. All'ennesimo rifiuto dice loro che hanno ancora 5 minuti per decidere e poi si taglia la gola suicidandosi. Mentre dal cielo iniziano allora a piovere fulmini incontrollati, Eric convince in lacrime Andrew a sparagli in quanto, forse a causa del trauma cranico o forse persuaso dai quattro assalitori, è convinto che il mondo stia davvero per finire e dice di aver avuto una visione del futuro in cui Wen è grande e realizzata. Dopo la morte di Eric i fulmini si arrestano. Andrew raggiunge Wen isolata sulla casa sull'albero e, insieme, con il SUV dei quattro assalitori, si recano in un pub nella città locale, dove scoprono che tutto quello che hanno visto era vero, ma si è tutto fermato inspiegabilmente.

## Promozione
Il primo trailer del film è stato diffuso il 22 settembre 2022.

## Distribuzione
Il film è stato presentato in anteprima, con la presenza del regista M. Night Shyamalan, al cinema Troisi di Roma il 21 gennaio 2023, e successivamente distribuito nelle sale cinematografiche italiane a partire dal 2 febbraio 2023 ed in quelle statunitensi dal 3 febbraio.

### Divieti
Negli Stati Uniti, il film è stato vietato ai minori di 17 anni non accompagnati da adulti, per la presenza di "violenza e linguaggio non adatto".

## Accoglienza

### Incassi
Bussano alla porta ha incassato 35,3 milioni di dollari nel Nord America e 19,3 milioni nel resto del mondo, per un totale di 54,7 milioni di dollari.

### Critica
Sull'aggregatore Rotten Tomatoes il film riceve il 67% delle recensioni professionali positive con un voto medio di 6,3 su 10 basato su 335 recensioni, mentre su Metacritic ottiene un punteggio di 63 su 100 basato su 60 recensioni. Il pubblico intervistato da CinemaScore ha dato al film un voto medio di "C" su una scala da A + a F, mentre quelli intervistati da PostTrak hanno dato un punteggio positivo del 56%, con il 35% che ha dichiarato che lo consiglierebbe.
La rivista Best Movie ha posizionato il film al ventitreesimo posto dei migliori del 2023.

## Riconoscimenti
- 2024 - Saturn Award[12]
  - Candidatura al miglior film thriller